# O Pato
"O Pato" é uma canção de Jaime Silva e Neuza Teixeira, composta no fim da década de 1940. Embora parte do repertório dos Garotos da Lua desde os anos 1940, a faixa se tornou conhecida após a gravação de João Gilberto para o seu segundo álbum, O Amor, o Sorriso e a Flor, de 1960. Considerado um clássico dos primeiros anos da bossa nova, "O Pato" foi gravado por nomes como Gilberto Gil, Elza Soares, Sérgio Mendes, Adriana Calcanhotto, Stan Getz, Charlie Byrd, Jon Hendricks e Coleman Hawkins.